# Doktor Snuggles
Doktor Snuggles är en nederländsk-brittisk animerad TV-serie som sändes åren 1979–1981. Serien fick två säsonger. Den första premiärsändes i den nederländska TV-kanalen AVRO under 1979, och 1981 visades den andra säsongen. Serien skapades av Jeffrey O'Kelly, baserad på illustrationer av Nick Price, om en vänlig och optimistisk uppfinnare som heter Doktor Snuggles. Serien innehåller fantasifulla scenarier som vanligtvis rör sig om att Doktor Snuggles uppfinner något besynnerligt, till exempel en robot-hjälpreda eller diamant-tillverkningsmaskin och att han och hans vänner, främst bestående av människoliknande djur, kopplat till detta upplever en rad olika äventyr.

## Handling
Serien kretsar kring den äventyrslystne uppfinnaren doktor Snuggles (röstskådespelad av John Harryson på svenska) som är en vänlig äldre herre som bor tillsammans med sin hushållerska Beata, sina uppfinningar och sina många djurvänner. Hans uppfinningar för honom och hans vänner på äventyr i tid och rum, och under sina resor hinner han hjälpa flera av sina vänner, och dessutom skaffa sig många nya.

## Rollfigurer
- Doktor Snuggles (Doctor Snuggles) -  Uppfinnare och seriens berättare.
- Tick-tack (Tick-tock) -  Doktor Snuggles fickur. Snuggles främsta tidvisare som är lite känslig för resor genom tiden och nedräkningar. Hans kusin är doktorns lata väckarklocka som fått bli Matilda Järndotters hjärta.
- Grävlis[2] (Dennis The Badger) - Dr. Snuggles närmaste vän och pålitliga medarbetare.
- Ringo och Tingo (Ringo and Tingo) - Två flitiga möss som är Grävlis medhjälpare.
- Busmusen Norpan (Knobby Mouse) - Nyfiken, ostälskande mus som bor i dr. Snuggles kök och ständigt ställer till problem.
- Willy och Charlie (Willie The Fox and Charlie Rat) - Kallade "rysliga rövarräven Willy och råttan Charlie" av dr. Snuggles och hans vänner; Willy är parets ledare och Charlie hans korkade hantlangare. Willy pratar i svenska versionen med "svengelsk" dialekt.
- Professor Erasmus Eminens (Professor Erasmus Emerald) - Världens ondaste trollkarl och dr. Snuggles ärkefiende.
- Hokus (Horner) - Professor Eminens hantlangare, ett talande spökdjur, som bor i hans hatt.
- Trickelitrick, familjärt "Tricky" (Rickety Rick) - Dr. Snuggles levande arbetsbod som även kan förvandla sig till en båt vid behov.
- Matilda Järndotter[3] (Mathilda Junkbottom) - Dr. Snuggles robot, byggd i syfte att vara hans assistent. Hon är rysligt stark, men menar alltid väl.
- Beata[4] (Miss Hilda Nettles) - Dr. Snuggles strikta, men godhjärtade, hushållerska.
- Onkel Bill (Uncle Bill) - Upptäcktsresande som ständigt befinner sig på avlägsna platser runt om i världen.
- Söltrut (Coot Boot) - Brevbärarfågel med stor stolthet över sitt yrke.
- Kattamor (Grannie Toots) - Kattpensionatsägarinna, en gammal väninna till Snuggles.
- Kosmoskatten (Cosmic Cat) - Spåkatt från yttre rymden och Kattamors goda vän.
- Förnäma Fru Näbbinos (Madame Dumpitoo) - Beatas väninna med ett mycket kort minne.
- Lord Snobbig (Lord Louis) - Fru Näbbinos greyhound med samma personlighet som sin matte.
- Valborg Vinägerflaska (Winnie Vinegar Bottle) - Häxa som bor i Salt- och pepparbergen.
- Sirapsträdet[5] (The Treacle Tree) - Träd som står på Snuggles gård och drömmer om att få uppleva äventyr, vilket han en gång gjorde när han ville flyga.
- Senapsträdet (The Mustard Bush) - Sirapsträdets realistiska vän.
- Puckly (Woogie) - En mycket vis fläckig kamel som lever bland molnen i regnbågslandet.
- Drömfåren (Lavender Sheep) - Får som lever tillsammans med Puckly och får alla barn på jorden att somna gott.
- Ankpelle (Jefferson) - Dr Snuggles talande paraply som även assisteras som Snuggles hoppstylta.
- Benny och Freddy (Benjy and Freddy) - Tillitliga Arbetskaniner
- Gojan Bojan (Nita Parakeeta) - Onkel Bills papegoja
- Hugo (Hugo) - Groda som bor i dammen nära dr. Snuggles hus.
- Sprutti Bang-Bang (Dreamy Boom Boom) - Dr. Snuggles trogna rymdraket, bestående av, från botten och upp: en kokkastrull, äppeltunna med vingar och spann med ett draghandtag på utsidan som startmekanism.
- Leta-rätt-på-allt-maskinen (Multi-Wherabouts Machine) - Uppfinning som kan finna det mesta.
- Skissografen (The Badgergraph) - Ritapparaten med vilken Grävlis drar upp ritningarna till Dr. Snuggles uppfinningar.
- Maskmobilen (The Wormobile) - Dr. Snuggles fordon för transport under och genom jorden. Det uppfann han i ett avsnitt när han skulle hälsa på Onkel Bill, men Snuggles trogna rymdraket "Sprutti Bang-Bang" kraschade på grund av en viss busmus.

## Produktionen
Serien producerades i en engelskspråkig version och animationerna från Topcraft i Japan och DePatie-Freleng Enterprises i USA baserades på Nick Prices teckningar.
En tredje säsong av serien stod i planering, men förverkligades aldrig. 
En tyskspråkig dubbad version, med Walter Jokisch i huvudrollen, visades sommaren 1981 på tyska tv-kanalen ARD.

## Doktor Snuggles i Sverige
I Sverige premiärvisades Doktor Snuggles i TV1 under hösten 1979, då den första säsongen sändes i oktober och november. Februari-april 1981 sändes säsong två i samma kanal. Under 1980- och 1990-talet repriserades serien sedan ett flertal gånger, och gavs även ut på vhs. Sedan 2004 har den visats i flera omgångar på Barnkanalen.
2005 gavs hela serien ut på fyra DVD-skivor, som sedermera även samlades i en box.
De svenska rösterna gjordes av
- John Harryson som Doktor Snuggles[8]
- Fillie Lyckow som Beata och häxan Valborg
- Kjell Bergqvist som Söltrut och Trickeli-Trick
- Lars Lennartsson som Grävlis, Puckly, Tick-Tack, grodan Hugo och Professor Eminens
- Ragna Nyblom som Norpan och Kattamor

## Avsnitt

### Säsong 1
Visad på europeiska tv-kanaler hösten 1979.
1. Hur Matilda Järndotter kom till[3] (manus: Richard Carpenter)
2. Det flygande sirapsträdet[5] (manus: Richard Carpenter)
3. När Beata blev bortrövad[4] (manus: Richard Carpenter)
4. Äventyret med den otroliga maskmobilen[9] (manus: Richard Carpenter)
5. Ballongtävlingen[10] (manus: Richard Carpenter)
6. Jättediamanten[11] (manus: Richard Carpenter)
7. Den ängsliga floden[12] (manus: Douglas Adams och John Lloyd)

### Säsong 2
Visad på europeiska tv-kanaler våren 1981.
1. När häxan Valborg lekte med elden[13] (manus: Paul Halas)
2. När Grävlis inte var sig själv[2] (manus: Loek Kessels)
3. Det magiska skrinet[14] (manus: Paul Halas)
4. De farliga burkarna[15] (manus: Paul Halas)
5. Mysteriet med de försvunna damerna[16] (manus: Douglas Adams och John Lloyd)
6. Den fantastiska resan tillbaka i tiden[17] (manus: Paul Halas)